# Seriolella tinro
Seriolella tinro is een straalvinnige vissensoort uit de familie van Centrolophidae. De wetenschappelijke naam van de soort is voor het eerst geldig gepubliceerd in 1973 door Gavrilov.